# Sohațke, Mirhorod
Sohațke (în ucraineană Сохацьке) este un sat în comuna Kliușnîkivka din raionul Mirhorod, regiunea Poltava, Ucraina.

## Demografie
Componența lingvistică a localității Sohațke
     Ucraineană (97%)
     Rusă (3%)
Conform recensământului din 2001, majoritatea populației localității Sohațke era vorbitoare de ucraineană (97%), existând în minoritate și vorbitori de rusă (3%).